# 熔化极惰性气体保护焊
熔化极惰性气体保护电弧焊（英語：metal inert-gas welding)，是熔化极气体保护电弧焊的一种。其原理为采用熔化极焊丝作为电弧的一极，从焊枪喷嘴中通以惰性气体对焊接区及电弧进行保护，焊丝熔化金属从焊丝端部脱落过渡到熔池，与母材熔化金属共同形成焊缝。
与其它焊接方法相比，MIG焊接工艺具有如下几方面的特点：
- 与焊条电弧焊、CO2电弧焊、埋弧焊相比，MIG焊可以焊接几乎所有的金属。既可以焊接碳钢、合金钢、不锈钢，还可以焊接铝及铝合金、铜及铜合金、铝及铝合金等容易被氧化的非铁金属。这一点与TIG焊、等离子焊一致。
- 与TIG焊相比，MIG焊焊丝和电弧的电流密度大，焊丝熔化速度快，对母材的熔敷效率高，母材熔深和焊接变形都好于TIG焊，焊接生产率高。
- 与CO2电弧焊相比，熔化极氢弧焊电弧状态稳定，熔滴过渡平稳，几乎不产生飞溅，熔透也较深。
- 熔化极氢弧焊直流反接焊接铝合金，对母材表面的氧化膜有良好的阴极雾化清理作用。
- 由于惰性气体本质上不与熔化金属产生冶金反应，如果保护条件稳妥，可以防止周围空气的混入，避免氧化和氮化。因此，在电极焊丝中不需要加入特殊的脱氧剂，使用与母材同等成分的焊丝即可进行焊接[2]。